# 関西ステップアップリーグ
関西ステップアップリーグ（かんさい-、英語: Kansai Step-Up League）は、2010年に創設された関西サッカー協会が主催するリーグ戦である。

## 概要
2009年まで23歳以下（原則）を対象とした若手育成リーグとしてJサテライトリーグが存在したが、クラブの予算が厳しくなったことや試合ごとの移動の負担などの問題がかさんだため、2009年に廃止された。
関西学生サッカー連盟および日本プロサッカーリーグ（Jリーグ）に加盟する関西の4クラブ（京都サンガF.C.、ガンバ大阪、セレッソ大阪、ヴィッセル神戸）は、U-23年代の強化・育成を図るため、若手育成の他、学生選抜チームの派遣で学生選手がプロからの技術向上・教養を学び取る機会を作る場を提供し、競技力向上を図るために関西ステップアップリーグを立ち上げた。
大会は各クラブの練習グラウンドを中心に、2回戦総当りのホーム・アンド・アウェーで、学生選抜チームの主管扱いの試合はJクラブのグラウンドで学生選抜のホーム扱いで開催する。
リーグ戦方式は2014年で終了し、2015年から関西学生選抜がJクラブとそれぞれ2試合行う方式に変更された。

## 主催・主管団体
- 主催：関西サッカー協会[1]
- 主管：関西学生サッカー連盟[1]、株式会社京都パープルサンガ[1]、株式会社ガンバ大阪[1]、大阪サッカークラブ株式会社[1]、株式会社クリムゾンフットボールクラブ[1]

## 主な試合会場
- 京都サンガF.C.東城陽グラウンド
- ガンバ大阪第1・2天然芝グラウンド
- セレッソ大阪舞洲グラウンド
- 南津守さくら公園スポーツ広場
- いぶきの森球技場
- J-GREEN堺

## 参加チーム
- 京都サンガF.C.
- ガンバ大阪
- セレッソ大阪
- ヴィッセル神戸
- 関西学生選抜

## 歴代優勝チーム
- 2010 - セレッソ大阪[2]
- 2011 - セレッソ大阪[3]
- 2012 - ヴィッセル神戸[4]
- 2013 - ガンバ大阪[5]
- 2014 - 京都サンガF.C.[6]

## vs関西学生選抜戦績
| 時期   | 時期     | 京都 | G大阪 | C大阪 | 神戸 |
| ------ | -------- | ---- | ----- | ----- | ---- |
| 2015年 | ホーム   | 6-2  | 5-2   | 2-3   | 3-4  |
| 2015年 | アウェイ | 3-4  | 4-0   | 5-1   | 1-0  |
| 2016年 | ホーム   | 7-4  | 1-1   |       | 1-0  |
| 2016年 | アウェイ | 3-0  | 1-2   | 3-0   | 1-1  |